# Кур'єр (фільм, 1986)
«Кур'єр» (рос. «Курьер») — російський радянський художній фільм, трагікомедія часів перебудови за однойменною повістю Карена Шахназарова. Знятий на кіностудії «Мосфільм» в 1986 році. Прем'єра відбулася 29 грудня 1986 року.

## Сюжет
Москва середини 1980-х років. Молодий хлопець на ім'я Іван тільки закінчив школу і провалив іспит в інститут, тому починає свою трудову біографію, вступивши на посаду кур'єра журналу. За його іронічним ставленням до цієї жалюгідної роботи, до оточуючих людей, до їхньої легкої і безтурботним рутини, до безглуздості їх справи, проступає його гостре душевне сум'яття.
За службових обставин він знайомиться з дівчиною, дочкою професора, радянського номенклатурника, яка тяжіє до середовища, де живуть її «правильні» успішні батьки, і нудного добробуту, який уготований їй самій…

## У ролях
- Федір Дунаєвський — Іван Мірошников
- Анастасія Немоляєва — Катя Кузнєцова
- Олег Басілашвілі — Семен Петрович Кузнєцов, батько Каті
- Алефтіна (Алла) Євдокимова — Марія Вікторівна Кузнєцова, мати Каті
- Євдокія Урусова — Агнеса Іванівна, бабуся Каті
- Інна Чурікова — Лідія Олексіївна Мірошникова, мати Івана
- Андрій Вертоградов — Федір Іванович Мірошников, батько Івана
- Віра Сотникова — Наташа, коханка батька Івана
- Володимир Смирнов — Микола Базін, друг Івана
- Володимир Меньшов — Олег Миколайович, гість на дні народження Каті
- Лариса Курдюмова — гостя-співачка на дні народження Каті
- Елеонора Зубкова — гостя на дні народження Каті
- Олександр Панкратов-Чорний — Степан Опанасович, головний редактор
- Світлана Крючкова — Зінаїда Павлівна, секретар редакції
- Микола Корнаухов — працівник відділу кадрів
- Сергій Чонішвілі — Ілля
- Аліка Смєхова — Ніна, подруга Каті
- Михайло Рогов — голова приймальної комісії